# Salvador Gabriel Del Río Angelis
Salvador Gabriel Del Río Angelis (ur. 2 października 1976) – hiszpański szachista, arcymistrz od 2002 roku.

## Kariera szachowa
W połowie lat 90. XX wieku zdobył trzy medale mistrzostw Hiszpanii juniorów: 2 złote (1994, 1996) i srebrny (1995). Jest również dwukrotnym srebrnym medalistą indywidualnych mistrzostw kraju (2003, 2006). W 2001 r. wystąpił w drugim zespole Hiszpanii na drużynowych mistrzostwach Europy, natomiast w 2004 - w trzeciej drużynie na szachowej olimpiadzie.
Do jego największych międzynarodowych sukcesów należą m.in.:
- I m. w Hawanie (2002, memoriał Jose Raula Capablanki, turniej Premier I),
- dz. II m. w Santa Clarze (2002, memoriał Guillermo García Gonzáleza, za Lazaro Bruzonem),
- II m. w Pampelunie (2002, turniej otwarty, za Unai Garbisu de Goni(inne języki)),
- dz. I m. w Linares (2003, open, wspólnie z Ernesto Inarkiewem, Antonem Korobowem, Aleksandrem Delczewem i Andriejem Charłowem),
- dz. II m. w Maladze (2004, za Ibragimem Chamrakułowem, wspólnie z m.in. Olegiem Korniejewem),
- dz. I m. w Mondariz (2004, wspólnie z Mihai Șubą),
- dz. II m. w Madrycie (2005, za Siergiejem Kriwoszejem, wspólnie z m.in. Herminio Herraizem Hidalgo),
- dz. I m. w Las Palmas (2005, wspólnie z Fernando Peraltą i Ole Jakobsenem),
- dz. I m. w Mondariz (2006, wspólnie z Karenem Movsziszianem),
- dz. I m. w La Massanie (2007, wspólnie z Branko Damljanoviciem i Maximem Rodshteinem),
- dz. I m. w Navalmoral de la Mata (2007, wspólnie z Hichamem Hamdouchim i Julio Grandą Zunigą),
- dz. II m. w San Sebastian (2008, za Ivanem Salgado Lopezem, wspólnie z m.in. Kevinem Spraggettem, Roberto Cifuentesem Paradą i Pablo San Segundo Carrillo),
- I m. w San Juan de Alicante (2008),
- dz. I m. w La Rodzie (2009, wspólnie z Mihai Șubą),
- dz. II m. w La Lagunie (2009, za Julio Grandą Zunigą, wspólnie z Draganem Barlovem),
- I m. w Acqui Terme (2014)[5].

Najwyższy ranking w dotychczasowej karierze osiągnął 1 lipca 2009 r., z wynikiem 2560 punktów zajmował wówczas 6. miejsce wśród hiszpańskich szachistów.